# Kanae Itō
Kanae Itō (伊藤 かな恵 Itō Kanae?, nació el 26 de noviembre de 1986) es una Seiyū japonesa y cantante que nació en la prefectura de Nagano. Ella está asociada con Aoni Production y Lantis (publicista de música).

## Historia
Después de graduarse de la secundaria, Kanae se enlisto en Amusement Media Academy, una escuela para actores y artistas vocales, y se graduó en el 2007. Antes de graduarse fue miembro de dos grupos de actores de doblaje llamados こえっち (Koecchi?) y りらちっち (Rirachicchi?) hasta que ambos grupos se disolvieron en diciembre de 2005 y el 28 de enero de 2007 respectivamente. 
Su papel más importante llegó en el 2007 cuando interpretó a la heroína, Amu Hinamori, del anime Shugo Chara!. El programa fue un éxito y Kanae fue elogiada por los críticos. Desde entonces, ha protagonizado a otros animes de la saga de Shugo Chara! incluyendo series por radio, drama CD y videojuegos.
A pesar de ser una actriz de doblaje relativamente nueva, ella ha dado la voz a una gran variedad de personajes, desde tsunderes adolescentes (Fumino Serizawa de Mayoi Neko Overrun!) hasta personajes sexy y maduras como (Airi de Queen's Blade). Su versatilidad ha conseguido varios papeles importantes en animes recientes.
Ella tiene una compañera de doblaje Aki Toyosaki con quien son grandes amigas y trabajan juntas en muchos animes incluyendo a Shugo Chara!, To Love-Ru y To Aru Kagaku no Railgun (ambas tienen su programa de radio de To Aru Kagaku no Railgun, llamado Radio no Railgun). También fue nominada para "Best Rookie Voice Actress," (mejor voz principiante) en la cuarta entrega de premios a seiyuus.

## Roles interpretados
Principales Roles en negrita.

### Anime
- Asobi ni Iku yo! como Eris.
- Baby Princess 3D Paradise 0 como Rikka Amatsuka
- Birdy the Mighty Decode como Natsumi Hayamiya.
- Birdy the Mighty Decode:02 como Natsumi Hayamiya.
- Boku wa Tomodachi ga Sukunai como Sena Kashiwazaki.
- Boku wa Tomodachi ga Sukunai Next como Sena Kashiwazaki.
- Drifters como EASY.
- Gegege no Kitarō como Niño de la posada (ep 84); Mujer (ep 89); Chica (eps 42, 75); Yoriko (ep 95)
- Gintama como Chica A (ep 110).
- Girlfriend (Kari/Beta) como Marika Saeki
- God Eater (Hibari Takeda)
- Guin Saga como Lussia.
- Hanasaku Iroha como Ohana Matsumae.
- Hanasaku Iroha como Satsuki Matsumae (Adolescente).
- Hatara Kizzu Maihamu Gumi como Kumi.
- Hataraku Maou Sama! como Crista Bell/Suzuno
- Hoshi wo Ou Kodomo como Seri.
- Kami nomi zo Shiru Sekai como Elsie de Lute Ima
- Kiddy Girl-and como Bella (ep 6).
- Kin'iro no Corda como una mujer (ep 27).
- Koi to Senkyo to Chocolate como Matsuri Nanase.
- Kyō, Koi o Hajimemasu como Tsubaki Hibino.
- Mayoi Neko Overrun! como Fumino Serizawa.
- Mobile Suit Gundam AGE como Lu Anon.
- Motto To Love-Ru como Nana Astar Deviluke.
- Oda Nobuna no Yabou como Oda Nobuna.
- Ōkami-san to Shichinin no Nakama-tachi como Ringo Akai.
- Ōkami Shōjo to Kuro Ōji como Erika Shinohara
- One Piece como Boa Hancock (de niña), Carrot
- Persona 4 The Animation como Ai Ebihara.
- Pretty Rhythm: Dear My Future como In Hye.
- Queen's Blade -Rurō no Senshi- como Airi.
- Queen's Blade:Gyokuza o Tsugumono como Airi.
- Ro-Kyu-Bu! como Aoi Ogiyama.
- Sacred Seven como Wakana Itō.
- Shakugan no Shana  como Junko Ōgami.
- Shining Hearts Shiawase No Pan como Amyl.
- Shinryaku! Ika Musume como Sanae Nagatsuki.
- Shugo Chara! como Amu Hinamori; Dia
- Shugo Chara! Party! como Amu Hinamori; Dia
- Shugo Chara!! Doki— como Amu Hinamori; Dia
- Softenni como Asuna Harukaze.
- Sora no Manimani como Mihoshi Akeno.
- Sword Art Online como Yui.
- Sword Art Online II como Yui.
- Sword Art Online: Extra Edition como Yui.
- Sword Art Online: Ordinal Scale como Yui.
- Taishō Yakyū Musume como Koume Suzukawa.
- The World God Only Knows como Elucia de Lut Ima "Elsie".
- The World God Only Knows II como Elucia de Lut Ima "Elsie".
- To Love-Ru OVA como Nana Astar Deviluke.
- To Love-Ru Darkness como Nana Astar Deviluke.
- To Aru Kagaku no Railgun como Ruiko Saten.
- To Aru Majutsu no Index II como Ruiko Saten (Episodio especial).
- Divine Gate como Midori.
- Tai-Madō Gakuen 35 Shiken Shōtai como Mari Nikaidō
- Hyper Ultra Girlish como DesuKawa-cha

### Películas
- Pretty Guardian Sailor Moon Cosmos: The Movie como Sailor Mnemosyne (2023)

### Roles en Videojuegos
- Dynasty Warriors 7 como Wang Yuanji.
- Hyperdimension Neptunia como Red.
- Shining Hearts como Nellis, Amyl, y Aerie.
- Rune Factory Oceans (Elena).
- Tales of the World: Radiant Mythology 2 como Kanonno Earhart.
- Tales of the World: Radiant Mythology 3 como Kanonno Earhart.
- Dragon ball Xenoverse y Dragon ball Xenoverse 2 como Chronoa o Kaioshin del Tiempo.
- God Eater Burst como Hibari Takeda.
- God Eater 2 como Hibari Takeda.
- God Eater 2: Rage Burst como Hibari Takeda.
- Valkyrie Drive Bhikkhuni   como Ranka Kagurazaki
- Magia Record como Rika Ayano

### Música de anime
- Para Asobi Ni Ikuyo ella cantó uno de los tres temas de finales "Happy Sunshine".
- Para Mayoi Neko Overrun! ella participó con Yuka Iguchi y Ayana Taketatsu en ambos temas, de inicio "Happy New Nyaa (はっぴぃ にゅう にゃあ)" y del final "Ichalove Come Home! (イチャラブ Come Home!)".
- Para Queen's Blade: Gyokuza o Tsugumono ella adaptó el tema del final "Buddy-body" junto a Rie Kugimiya y Yuko Goto.
- Para Shugo Chara y Shugo Chara!! Doki— ella adaptó varios temas dentro de la serie.
- Para Taishō Yakyū Musume ella adaptó ambos, el tema de inicio "Romantic Strike (浪漫ちっくストライク)" (junto a Mai Nakahara, Kana Ueda y Mamiko Noto) y en el tema del final "Yume Miru Kokoro (ユメ・ミル・ココロ)".
- Para Shinryaku! Ika Musume ella adaptó el tema del final, "Metamerism (メタメリズム)."
- Para The World God Only Knows ella adaptó el tema del final "Koi no Shirushi" así como su propia versión del tema y un tema del final 'Ai no Yokan' de la segunda temporada.
- Para Kyō, Koi o Hajimemasu ella adaptó ambos temas "Ijiwaru na Koi" y "Mirai Kinenbi".
- Para "Boku wa Tomodachi ga Sukunai" ella participó con Marina Inoue en el Opening "Zanenkei Rijinbu Hoshi Futatsuhan (残念系隣人部 [星二つ半])"

## Discografía

### Sencillos
1. Yume Miru Kokoro (2009)
2. hide and seek (2009)
3. Ijiwaru no Koi (2010)
4. Metamerhythm (2010)
5. Tsumasakidachi (2011)
6. Photokano Character Song Vol. 1 Haruka Niimi (2012)
7. Puzzle/Beginner Driver (2012)
8. COLORS! (2012)
9. Happy Garland (2014)
10. Loupe (2014)
11. Uchi age Hanabi (2014)
12. Misers' Dream (2014)

### Álbumes
1. Kokoro Keshiki (2011)
2. Miageta Keshiki (2013)